# Paraguay ai Giochi della XXI Olimpiade
Il Paraguay partecipò ai Giochi della XXI Olimpiade che si sono svolti a Montréal dal 17 luglio al 1º agosto 1976, con una delegazione di quattro atleti impegnati in altrettante discipline per un totale di 6 competizioni. Portabandiera alla cerimonia di apertura fu il nuotatore ventiduenne Julio Abreu.
Fu la terza partecipazione di questo paese ai Giochi estivi. Non fu conquistata nessuna medaglia.